# Дослідно-промислова експлуатація газового об'єкта розроблення
Дослідно-промислова експлуатація газового об’єкта розроблення (від франц. exploitation, від лат. explico – розгортаю; від газ; від лат. objectus – предмет) (рос. опытно-промышленная эксплуатация газового объекта разработки; англ. trial-commercial exploitation of gas field; нім. Betriebsprobeförderung f des Erdgasabbauobjektes) — прискорений метод освоєння родовищ, який передбачає введення їх в розроблення і припинення розвідувального буріння на ранній стадії розвідування (до затвердження запасів в ДКЗ), з дорозвідуванням покладів у процесі експлуатації родовища.